# سفارة إستونيا في الولايات المتحدة
سفارة إستونيا في الولايات المتحدة هي أرفع تمثيل دبلوماسي لدولة إستونيا لدى الولايات المتحدة. تقع السفارة في شمال غربي واشنطن العاصمة وهي تهدف لتعزيز المصالح الإستونية في الولايات المتحدة.

## وصلات خارجية
- قائمة سفارات إستونيا
- قائمة السفارات في الولايات المتحدة